# Dryopteris yungtzeensis
Dryopteris yungtzeensis är en träjonväxtart som beskrevs av Ren-Chang Ching. Dryopteris yungtzeensis ingår i släktet Dryopteris och familjen Dryopteridaceae. Inga underarter finns listade.